# 川名康浩
川名 康浩（かわな やすひろ、1961年2月1日 - ）はブロードウェイのプロデューサー（シアタープロデューサー）である。米国ニューヨーク市のブロードウェイにおいて活動し、トニー賞選考委員(Tony Award voter)、ブロードウェイ連盟正会員(The Broadway League, full member)も務める。『Catch Me If You Can』 (2011)、『Evita』 (2012)、『Kinky Boots(キンキーブーツ)』(2013)のプロデュースにより3年連続トニー賞ベストミュージカルにノミネートされ、2013年日本人初となるトニー賞ベストミュージカルを受賞した。2016年『Kinky Boots(キンキーブーツ)』ウエスト・エンド (ロンドン)公演にプロデューサーとして参加。2016年ローレンス・オリヴィエ賞・最優秀新作ミュージカル賞を受賞した。
トニー賞ベストミュージカル並びにオリヴィエ賞最優秀新作ミュージカル賞は、その作品のプロデューサーに与えられる賞である。
2025年、『SUNSET BLVD.（サンセット大通り(ミュージカル）』（2024年ブロードウェイ・リバイバル公演）において共同プロデューサーを務め、第78回トニー賞にて最優秀ミュージカル・リバイバル賞を受賞。
『SUNSET BLVD.（サンセット大通り(ミュージカル）』はアンドリュー・ロイド・ウェバー作によるミュージカルで、主演のニコール・シャージンガーが主演女優賞を受賞したほか、照明デザイン賞など複数部門での受賞を果たし、高い評価を受けた。川名にとっては2013年の『Kinky Boots(キンキーブーツ)』に続く2度目のトニー賞受賞となる。

## 略歴
- 1961年 東京生まれ
- 1984年 劇団四季演劇研究所入所
- 1993年 渡米
- 2007年 Legally Blonde the Musicalでブロードウェイ・プロデューサー デビュー
- 2013年『Kinky Boots(キンキーブーツ)』ブロードウェイ公演でプロデューサーとしてトニー賞ベストミュージカルを受賞
- 2016年『Kinky Boots(キンキーブーツ)』ウエスト・エンド (ロンドン)公演でプロデューサーとしてローレンス・オリヴィエ賞最優秀新作ミュージカル賞を受賞
- 2016年『Kinky Boots(キンキーブーツ)』トロント公演でプロデューサーとしてドーラ賞(Mavor Moore Awards)最優秀新作ミュージカル賞を受賞

## ブロードウェイ・プロデュース作品
- 『Legally Blonde the Musical』(2007)[6][7]　ブロードウェイ・プロデューサー デビュー
- 『Come Fly Away』(2010)[8]
- 『Catch Me If You Can』 (2011)[9][10][11][12]　第65回トニー賞ベストミュージカル ノミネート
- 『Evita（エビータ）』(2012)[13][14][15]　第66回トニー賞ベストミュージカル ノミネート
- 『Kinky Boots（キンキーブーツ）』(2013)[16]　第67回トニー賞ベストミュージカル含む6部門受賞／第79回ドラマリーグ賞受賞
- 『Let It Be』 (2013) [17][18]
- 『First date』 (2013)[19]
- 『Kinky Boots(キンキーブーツ)』(2016)ウエスト・エンド (ロンドン)公演[20]　第40回ローレンス・オリヴィエ賞最優秀新作ミュージカル賞含む3部門受賞
- 『Kinky Boots(キンキーブーツ)』(2016)トロント公演[21]　カナダにて第37回ドーラ賞(Dora Mavor Moore Awards)最優秀新作ミュージカル賞を受賞
- 『Children of a Lesser God』(revival play)(2018)[22]
- 『Here Lies Love』（2023年） - トニー賞4部門ノミネート（振付賞、美術賞、音響賞、照明賞）[23]
- 『The Wiz』（2024年）- [24]
- 2025年 – 『SUNSET BLVD.（サンセット大通り (ミュージカル)』（2024年ブロードウェイ・リバイバル公演）共同プロデューサーを務め、第78回トニー賞最優秀リバイバル・ミュージカル賞を受賞。同作は他2部門でも受賞。[25][26]

## オフ・ブロードウェイ プロデュース作品
- 『Here Lies Love』(2014) Lucille Lortel Awards 5部門受賞[27][28]
- 『Kinky Boots』 Off-Broadwayプロダクション（2022年） [29]

## 日本公演作品
- 『キンキーブーツ』日本版（2016年7月〜） 小池徹平・三浦春馬主演[30]
- 『キンキーブーツ』来日公演（2016年10月〜） [31]
- 『キンキーブーツ』日本版（2019年4月〜） 小池徹平・三浦春馬主演